# Вадена Нуова (Болцано)
Вадена Нуова (итал. Vadena Nuova) је насеље у Италији у округу Болцано, региону Трентино-Јужни Тирол.
Према процени из 2011. у насељу је живело 289 становника. Насеље се налази на надморској висини од 226 м.